# Lauren C. Mayhew

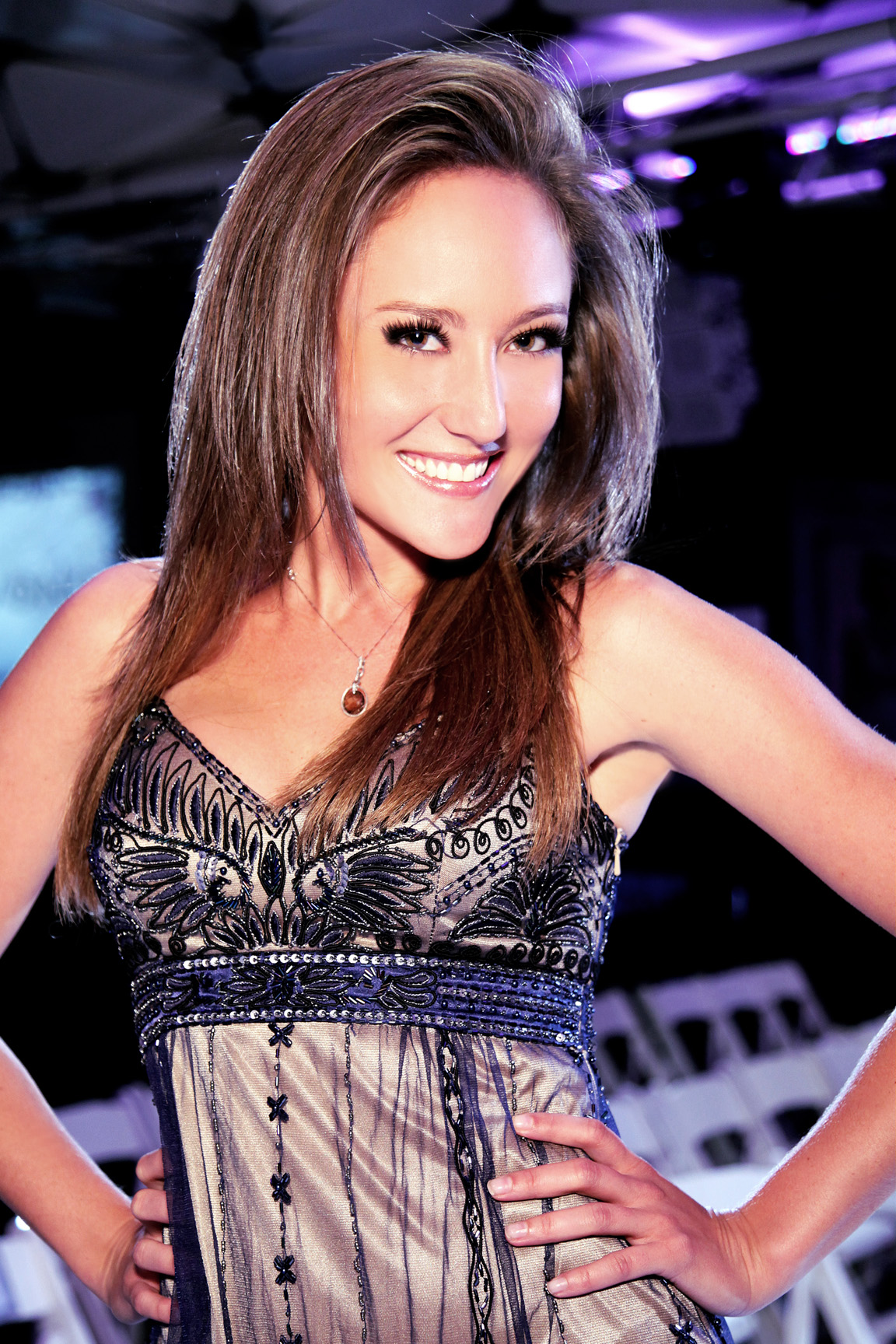
Lauren C. Mayhew (2012)

Lauren Courtney Mayhew (* 27. November 1985 in Tampa, Florida) ist eine US-amerikanische Schauspielerin und Sängerin.
Lauren Mayhew ist die ältere von zwei Töchtern des orthopädischen Chirurgen David Mayhew und dessen Frau Sharon Mayhew, einer Krankenschwester. Sie hat eine drei Jahre jüngere Schwester namens Briana.
Mit neun Jahren begann Mayhew mit der Schauspielerei, als sie Finalistin in National Wilhelmina Contest wurde. Dort wurde sie von der New Yorker Managerin Marilyn Zitner entdeckt, die daraufhin ihr Management übernahm. Sie bekam schließlich eine Rolle in der Serie Guiding Light und trat als Gaststar in mehreren Fernsehshows auf. Danach machte Mayhew eine Pause und ging zu Sony Records, um dort mit der Band PYT zu arbeiten. Mit dem Album ging die Band mit Destiny’s Child, *NSYNC und Britney Spears auf Tour. 2001 kehrte sie zur Schauspielerei zurück und war 2004 an der Seite von Hilary Duff in „Raise your Voice – Lebe deinen Traum“ zu sehen.
Nachdem sich das Popquartett PYT 2001 aufgelöst hatte, bildet Mayhew nun mit ihrer ehemaligen Freundin und ebenfalls PYT Bandmitglied Lydia das Gesangsduo Turning Point.
Im September 2009 unterschrieb sie einen Vertrag bei World Wrestling Entertainment als Ringsprecherin. Am 6. Oktober 2009 hatte sie ihr Debüt als Ringsprecherin der Wrestlingshow ECW.

## Filmografie (Auswahl)
- 1998–1999: Springfield Story (The Guiding Light)
- 2004: Raise Your Voice – Lebe deinen Traum (Raise Your Voice)
- 2005: American Pie präsentiert: Die nächste Generation (American Pie Presents Band Camp)
- 2009: College Animals 4 (Frat Party)

### Gastauftritte
- 1999: Safe Harbor als Sandy,  Folge 1.2
- 2002: Law & Order als Melissa Gelson,  Folge 12.17
- 2003: American Dreams als Carol Henley,  Folgen 1.21 bis 1.23
- 2005: Medical Investigation als Sudie, Folge 1.12
- 2005: Die himmlische Joan (Joan of Arcadia) als Elle, Folge 2.14
- 2005: CSI: Den Tätern auf der Spur (CSI: Crime Scene Investigation) als Candace Underwood, Folge 5.19
- 2005: CSI: Miami als Stephanie, Folge 4.6
- 2012: Dexter als "Melanie", Folge 7.3